# Corydalis nana
Corydalis nana är en vallmoväxtart som beskrevs av John Forbes Royle. Corydalis nana ingår i släktet nunneörter, och familjen vallmoväxter. Inga underarter finns listade i Catalogue of Life.